# Djalma Guimarães
Djalma Guimarães (Santa Luzia, 5 de novembro de 1894 – Belo Horizonte, 10 de outubro de 1973) foi um engenheiro Civil brasileiro, e metalúrgico de formação. Foi um dos mais importantes engenheiros e geocientistas do Brasil no século XX, sendo considerado pioneiro em diversos campos das geociências no Brasil.
Embora vários temas terem sido abordados por Djalma Guimarães, o que lhe conferiu importância e projeção nacional e internacional foram as descobertas das jazidas de apatita (fosfato) e de pirocloro (nióbio, e percentuais de até 2% de Tório, Urânio e terras raras) em Araxá (MG), que fizeram do Brasil o maior produtor de nióbio do mundo.

## Carreira e campos de atuação
Na mineralogia, realizou estudos dos pegmatitos da região de São João Del Rei (MG) e em
Roraima, analisando, especialmente, os nióbo-tantalatos, entre outros. Descreveu quatro
novos minerais: eschwegeíta, arrojadita, pennaíta e geannettita, nome dados em
homenagem aos ilustres geólogos e engenheiros Eschwege, Arrojado Lisboa, Santos Penna e
Giannetti.
A geoquímica foi outro campo em que Djalma Guimarães se destacou, como pioneiro no Brasil. Na direção do Instituto de Tecnologia Industrial de Minas Gerais (ITI), criou um laboratório de análises espectroquímicas, que, sob o comando do químico Cláudio V. Dutra, foi projetado como órgão de referência para análises de amostras geológicas. Publicou trabalhos sobre metalogênese com base na geoquímica. O primeiro foi divulgado apenas no exterior, sob o título Mineral deposits of magmatic origin, cujo resumo foi publicado na revista Economic Geology. Sua teoria, de acordo com o conceito de província metalogenética, foi aceita e incluída na disciplina Geologia Econômica de vários cursos de geologia dos Estados Unidos.

## Biografia
Filho do juiz de direito Luiz Caetano da Silva Guimarães e Maria Evangelina Teixeira Viana, neto do ministro do Supremo Tribunal de Justiça (hoje STF), que recebeu o titulo de conselheiro, Joaquim Caetano da Silva Guimarães, seu avô paterno, e do senador estadual Manuel Teixeira da Costa, seu avô materno e Sobrinho neto do romancista Bernardo Guimarães.
Seu pai tinha sete irmãs, sendo que três delas casaram-se com importantes geólogos: Claude-Henri Gorceix, geólogo francês que veio para o Brasil, a pedido de D. Pedro II, para fundar a Escola de Minas do Brasil (inaugurada em 12 de out de 1876), João Pandiá Calógeras, aluno de Gorceix e Paul Ferrand, Frances que veio para o Brasil para lecionar a pedido de Gorceix.

## Homenagens e prêmios
Caio Pandiá Guimarães (irmão de Djalma, químico que se especializou em geoanálise e dedicou-se aos estudos de minerais radioativos e que morreu em 1945 aos 31 anos de idade e Octávio Barbosa descrevem um novo mineral, encontrado em Brejaúba, Minas Gerais, ao qual dão o nome de “djalmita” em sua homenagem. Minério radioativo de urânio (tantalato de urânio).